# 土師村 (大分県)
土師村（はじむら）は、大分県大野郡にあった村。現在の豊後大野市、大分市の一部にあたる。

## 地理
雲ケ背岳・御座ケ岳の南麓、柴北川の流域に位置していた。

## 歴史
- 1889年（明治22年）4月1日、町村制の施行により、大野郡中土師村、安藤村、沢田村が合併して村制施行し、土師村が発足[1][2]。旧村名を継承した中土師、安藤、沢田の3大字を編成[2]。
- 1907年（明治40年）6月1日、大野郡大野村、田中村、中井田村、養老村と合併し、東大野村を新設して廃止された[1][2]。

## 産業
- 農業